# Jack Dalton
Pour les articles homonymes, voir Dalton.
Jack Dalton (Lucky Luke)
Jack Dalton est un personnage de fiction dans la série télévisée MacGyver incarné par Bruce McGill. Il est présent dans 19 épisodes dans lesquels il est souvent la cause d'ennuis pour MacGyver avec des plans pour devenir riche rapidement. Dalton est connu pour porter en permanence une casquette d'aviateur. Dans le reboot de la série, MacGyver, le rôle est repris par George Eads qui l'incarne dès le premier épisode.

## Biographie fictive
Jack Dalton est né le 3 février 1951 à l'hôpital militaire de Lakeland. Quatre semaines avant sa naissance, son père, Jack Dalton Sénior est abattu à Kin-Po pendant la guerre de Corée. Il est décoré à titre posthume de la Croix d'Honneur de l'aviation. Sa mère, Francine Layland Dalton qui n'avait que 17 ans à la mort de son mari décida d'abandonner Jack. Il grandit avec MacGyver dans la ville de Mission au Minnesota. Apparemment, Jack et MacGyver se seraient rencontrés au lycée.
Après le lycée, Jack, MacGyver et Mike Forester voyagèrent à travers l'Europe. Adulte, il s'installe en Californie (peut-être avec MacGyver) où il enchaîne un nombre impressionnant de petits boulots : chauffeur de Taxi à la Jack-Be-Quick Messenger (Jack est rapide), pilote sur des vols de nuits pour la Dalton Air entre autres.
Il a toujours des plans pour gagner beaucoup d'argent rapidement à cause desquels il est souvent obligé de se tourner vers son ami MacGyver pour s'en sortir. Mais l'amitié n'est pas unilatérale et Jack est toujours prêt à faire tout ce qu'il faut pour sortir MacGyver d'un mauvais pas. MacGyver a remarqué que l'œil gauche de Jack tremble quand ce dernier ment.
Jusqu'en 1988, Jack n'était pas au courant de l'identité de ses vrais parents. Il découvre la vérité quand Sam Greer, un ami de son père, lui envoie des objets ayant appartenu à Jack Dalton Sr. En janvier 1989, Jack rencontre enfin sa mère.

## Liste des épisodes
- 2.06 Le roi des menteurs (Jack of lies)
- 2.17 Dalton, l'espion (Dalton, Jack of Spies)
- 2.18 Associés (Partners)
- 2.20 Copains (Friends)
- 3.01 À la recherche de l'amour perdu 1/2 (Lost love : part 1)
- 3.02 À la recherche de l'amour perdu 2/2 (Lost love : part 2)
- 3.07 Jack en détresse (Jack in the box)
- 3.14 Étrange trio (The odd triple)
- 3.17 Le masque du loup (Mask of the wolf)
- 3.18 Deux hommes et un couffin (Rock the cradle)
- 4.04 Deux ailes et une prière (On a wing and a prayer)
- 4.08 Une sacrée famille (Ma Dalton)
- 4.16 Non, je rêve ou quoi ? (Brainwashed)
- 4.19 Jeu de piste mortel (Unfinished business)
- 5.12 Sérénité (Serenity)
- 5.16 Jenny (Jenny's chance)
- 7.14 La fontaine de jouvence (The mountain of youth)